# Museu da Cortiça
O Museu da Cortiça em Portalegre, Portugal, é parte integrante da Fábrica Corticeira Robinson, fundada em 1835 por George Robinson.
O local, que antes abrigava um convento masculino e de influência renascentista, o Convento de São Francisco, deu espaço, no século XIX, para a instalação da Fábrica de Cortiça Robinson. Fábrica entre as mais antigas e maiores fábricas do ramo no mundo.
O museu procura salvaguardar a memória da fábrica desde o século XIX até aos nossos dias, com documentação, produtos e maquinaria.O museu é a principal amostra da história do concelho de Silves ligada à extração e indústria da cortiça.
Desde de 2009 o museu da Cortiça está fechado; a câmara municipal tentou várias vezes comprar o museu, mas não teve êxito. Em 2001 tinha sido considerado o melhor museu da Europa.